# Alexander Bernát
Alexander Bernát (Pest, 1850. április 13. – Budapest, 1927. október 24.) magyar filozófus, esztéta, színikritikus és szakfordító, a Magyar Tudományos Akadémia tagja.

## Életpályája
Alexander Márkus zsidó családból származó gyermeke. Egyetemi tanulmányait Pesten, a bölcsészkaron kezdte, majd ösztöndíjjal külföldre utazott: összesen hat évig Bécs, Berlin, Göttingen, Lipcse, Párizs és London egyetemein tanult, ahol filozófiai és irodalmi tanulmányok mellett természettudományokkal és matematikával is foglalkozott.
1876-tól 1904-ig a Markó utcai főreáliskola tanára, 1878-tól a budapesti tudományegyetemen a filozófia magántanára. 1892-től, a Színiakadémia dramaturgiai tanszékének előadója. A Magyar Tudományos Akadémia levelező (1892), majd rendes tagja (1915). 1904-től 1919-ig a budapesti tudományegyetem első filozófiatörténet professzora volt.1911-től a Nemzeti Színház drámabírálója. Színházi kritikusként a Pester Lloydnál és a Budapesti Hírlapnál is dolgozott. 1881-től Bánóczi Józseffel szerkesztette a Filozófiai Írók Tárát, 1915 és 1919 között az Athenaeum című filozófiai folyóirat szerkesztője volt. 1914–19 között a Magyar Filozófiai Társaságnak előbb alelnöke, majd  elnöke lett. 1899-től a Kisfaludy Társaság tagja volt. 1919 őszén azonban  politikai okokból mindkét társaság kizárta, december elején pedig akadémiai tagságától is megfosztották, majd 1920-ban egyetemi tanári nyugdíját is megvonták. 1919-től kezdve külföldön – (Svájcban és Németországban) – élt. 1923-ban tért vissza Budapestre, haláláig minden közéleti szereptől visszavonultan a fővárosban élt.
Fia Alexander Ferenc orvos, pszichoanalitikus. Unokája Rényi Alfréd matematikus.
Az általa Bánóczi Józseffel együtt szerkesztett Filozófiai Írók Tárában 1881 és 1919 között az Akadémia támogatásával huszonkilenc kötetben, majd 1925-től 1927-ig immár az Akadémia támogatása nélkül további hat kötetben korabeli filozófiatörténeti munkák mellett a filozófiatörténet klasszikusai jelentek meg a preszókratikusoktól Machig és Bergsonig.

## Fontosabb művei

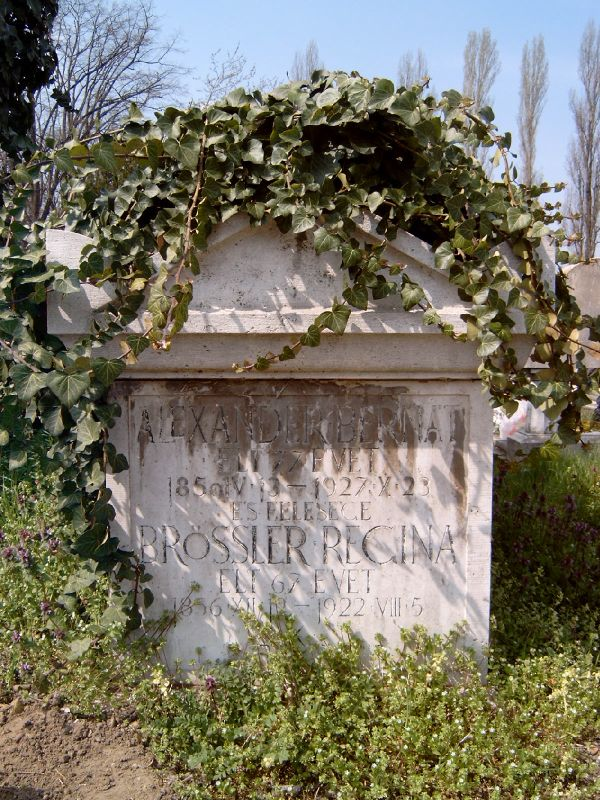
Alexander Bernát sírja Budapesten. Kozma utcai izraelita temető 5B-11-10

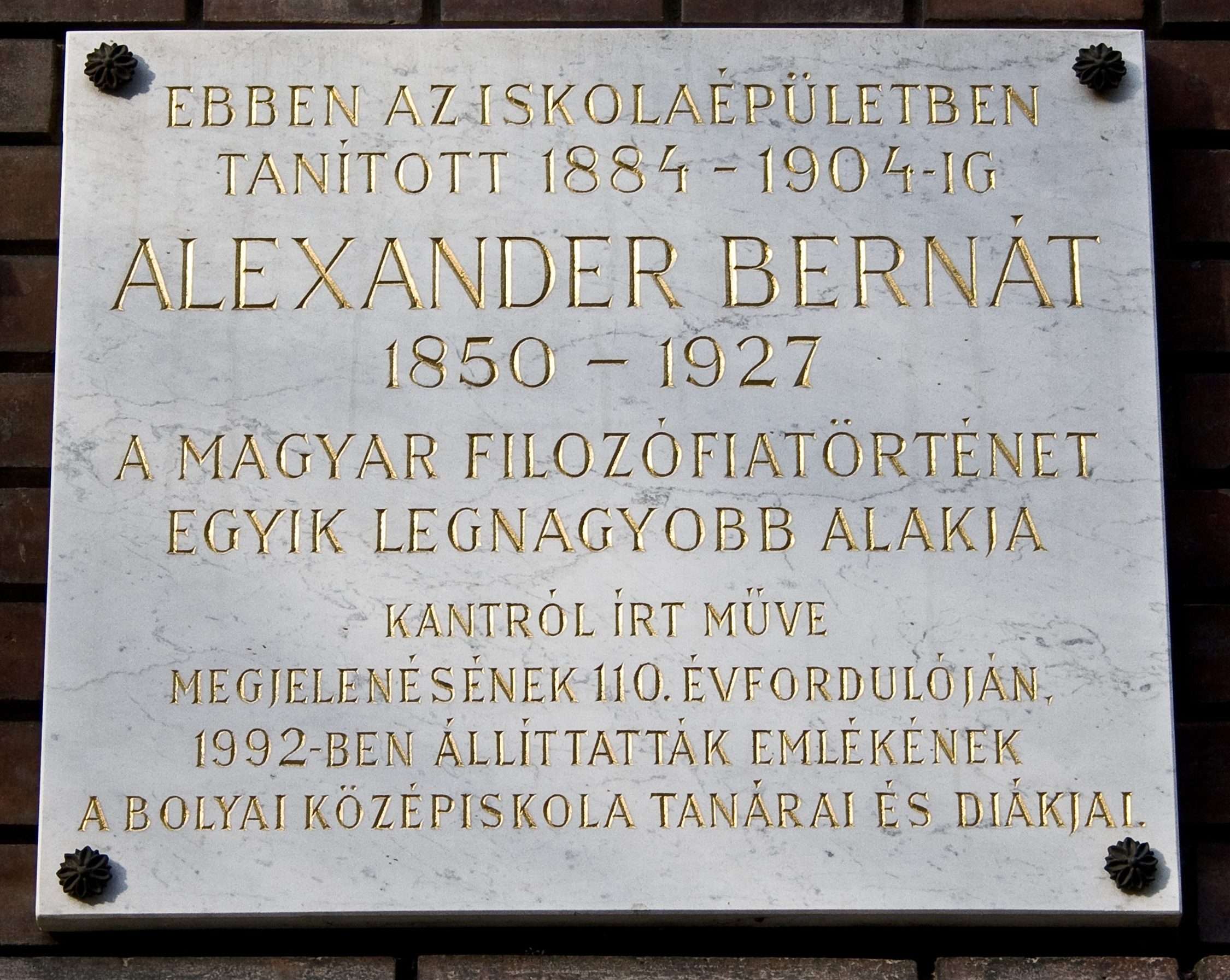
Emléktáblája a Markó utcában

- Kant's Lehre vom Erkennen. IV. Capitel. Die transcendentale Deduktion der Kategorien. Budapest, 1876.
- A philosophia történetének eszméje, tekintettel a történetre általában, Budapest: Eggenberger, 1877
- Kant. Élete, fejlődése és philosophiája, Budapest: Magyar Tudományos Akadémia, 1881
- A XIX. század pesszimizmusa: Schopenhauer és Hartmann, Budapest: Franklin, 1884 (Filozófiai Írók Tára, 5. kötet)
- Nemzeti szellem a philosophiában, Budapest: Franklin, 1893
- A művészet, Budapest: Singer és Wolfner, 1898
- Bevezetés a philosophiába, Budapest: Budapest: Blau, 1900 (2. kiadás: Budapest: Népszerű Főiskolai Tanfolyam, 1909)
- Az újkori philosophia története I–II., Budapest: Blau, 1900 (2. kiadás: Budapest: Népszerű Főiskolai Tanfolyam, 1902–1903)
- Diderot-tanulmányok, Budapest: Franklin, 1900 (Filozófiai Írók Tára, 15. kötet)
- Emlékbeszéd Domanovszky Endre lev. tag fölött, Budapest: Magyar Tudományos Akadémia, 1901
- A philosophia története. Ókor, Budapest: Kun, 1901–1902
- Lélektan, Budapest: Népszerű Főiskolai Tanfolyam, 1902
- Shakespeare Hamletje, Budapest: Franklin, 1902
- Shakespeare nagy tragédiáinak lélektani elemzése, Budapest, 1902
- Shakespeare, Budapest: Lampel, 1904 (2. kiadás: 1907, 3., bővített kiadás: 1920)
- Az akarat, Budapest: Népszerű Főiskolai Tanfolyam, 1904
- Taine Hippolyte emlékezete, Budapest: Magyar Tudományos Akadémia, 1904
- Az emberiség nagy gondolkodói, Budapest: Népszerű Főiskolai Tanfolyam, 1905–1907
- Világirodalom, Budapest: klny. Budapesti Szemle, 1907
- Művészet, Budapest, Franklin, 1907
- Az olvasókönyvről, Budapest: Stampfel, 1907
- Nagy gondolkodók a XIX. században, Budapest: Népszerű Főiskolai Tanfolyam, 1910
- A háború filozófiájáról, Budapest: Pallas, 1915
- A háború mint nemzetnevelő, Budapest: Pallas, 1915
- Shakespeare a világirodalomban, Budapest: klny. Budapesti Szemle, 1916
- Az egyéniség a filozófiában, Budapest: klny. Athenaeum, 1917
- A háború után, Budapest: Lampel, 1918
- Madách Imre, Budapest: Hungária, 1923
- Spinoza, München, 1923 (rövidebb magyar változat: Budapest: Globus, 1924)
- Geschichte der Philosophie, München, 1924
- Tanulmányok. Philosophia, Budapest: Pantheon, 1924

Recenzió: Dénes Lajos: Alexander Bernát: Filozófia Nyugat, 1924. 18. szám
- Tanulmányok. Művészet, Budapest: Pantheon, 1924
- Tanulmányok. Nagy emberek, Budapest: Pantheon, 1938
- A művészet. Válogatott tanulmányok, Budapest: Akadémiai, 1969
- Változások pergőtüzében állva. Alexander Bernát írásai világháborúról, bolsevizmusról, hazaszeretetről és fasizmusról; vál., szerk. Turbucz Péter; Bíbor, Miskolc, 2019